# Parafia św. Marcina w Sicinach
Parafia św. Marcina w Sicinach – znajduje się w  dekanacie Góra zachód w archidiecezji wrocławskiej. Erygowana w XV wieku.
Obsługiwana przez księży archidiecezjalnych. Jej proboszczem jest ks. mgr Józef Jarmuła.

## Parafialne księgi metrykalne
| Księgi metrykalne | Okres ewidencji |
| ----------------- | --------------- |
| chrztów           | od 1946         |
| ślubów            | od 1946         |
| zgonów            | od 1946         |